# P-Kerne
Als p-Kerne („p“ für protonenreich) werden gewisse protonenreiche Isotope der Elemente von Selen bis Quecksilber bezeichnet, deren natürliches Vorkommen im Universum nicht durch s- oder r-Prozess im Rahmen der Nukleosynthese erklärt werden kann.

## Definition

Ausschnitt aus der Nuklidkarte mit stabilen p-Kernen (gelb), r-Kernen (rot) und s-Kernen (grün)

Nach der gängigen Theorie der Elemententstehung können von den im Universum vorkommenden Atomkernen nur die leichten (mit Ordnungszahlen bis zu der des Eisens) durch Kernfusion entstanden sein. Nach Burbidge, Burbidge, Fowler und Hoyle sowie A. G. W. Cameron (beide 1957) kann das Vorhandensein der meisten natürlich vorkommenden Nuklide jenseits des Elements Eisen durch zwei Arten von astrophysikalischen Neutroneneinfangprozessen, den s-Prozess und den r-Prozess, erklärt werden. Von diesen beiden Prozessen werden aber einige natürlich vorkommende, protonenreiche Nuklide nicht gebildet. Daher muss es (mindestens) einen weiteren Prozess geben, durch den diese sogenannten p-Kerne entstehen.
Da die Definition der p-Kerne von unserem Wissensstand bezüglich der s- und r-Prozesse abhängt, kann sich die ursprüngliche Liste von 35 p-Kernen im Laufe der Zeit ändern, wie auch in untenstehender Tabelle angedeutet. So geht man heute davon aus, dass die Häufigkeiten von 152Gd und 164Er zumindest starke Beiträge aus dem s-Prozess enthalten könnten. Dies trifft auch auf jene der Isotope 113In und 115Sn zu, welche außerdem noch in kleinen Mengen im r-Prozess gebildet werden könnten.
Die langlebigen Radionuklide 92Nb, 97Tc, 98Tc und 146Sm gehören nicht zu den klassischen p-Kernen, da sie auf der Erde nicht vorkommen. Sie sind jedoch der Definition nach p-Kerne, da sie im s- und r-Prozess nicht erzeugt werden. Durch Nachweis ihrer Zerfallsprodukte in präsolaren Körnern kann erschlossen werden, dass zumindest 92Nb und 146Sm in der Urwolke des Sonnensystems in Spuren vorhanden waren. Dies lässt Rückschlüsse auf die Zeitspanne seit der letzten Produktion von p-Kernen vor der Bildung des Sonnensystems zu.
Die p-Kerne sind sehr selten. Isotope eines Elements, die p-Kerne sind, sind 10 bis 1000 Mal seltener als die übrigen Isotope des Elements. Die Häufigkeiten der p-Kerne können nur durch geochemische Untersuchungen und durch Analysen von Meteoriten und präsolaren Körnern bestimmt werden. Sie können in Sternspektren nicht isoliert identifiziert werden. Deshalb beschränkt sich die Kenntnis der Häufigkeiten auf jene im Sonnensystem. Somit ist es unklar, ob die solaren Häufigkeiten der p-Kerne typisch für die Milchstraße sind.
| Nuklid | Kommentar                                                                                             |
| ------ | --- |
| 74Se   | |
| 78Kr   | |
| 84Sr   | |
| 92Nb   | langlebiges Radionuklid; kein klassischer p-Kern, aber kann nicht in s- oder r-Prozess erzeugt werden |
| 92Mo   | |
| 94Mo   | |
| 97Tc   | langlebiges Radionuklid; kein klassischer p-Kern, aber kann nicht in s- oder r-Prozess erzeugt werden |
| 98Tc   | langlebiges Radionuklid; kein klassischer p-Kern, aber kann nicht in s- oder r-Prozess erzeugt werden |
| 96Ru   | |
| 98Ru   | |
| 102Pd  | |
| 106Cd  | |
| 108Cd  | |
| 113In  | Ganz oder teilweise im s-Prozess erzeugt? Auch Beiträge vom r-Prozess?                                |
| 112Sn  | |
| 114Sn  | |
| 115Sn  | Ganz oder teilweise im s-Prozess erzeugt? Auch Beiträge vom r-Prozess?                                |
| 120Te  | |
| 124Xe  | |
| 126Xe  | |
| 130Ba  | |
| 132Ba  | |
| 138La  | Durch ν-Prozess erzeugt                                                                               |
| 136Ce  | |
| 138Ce  | |
| 144Sm  | |
| 146Sm  | langlebiges Radionuklid; kein klassischer p-Kern, aber kann nicht in s- oder r-Prozess erzeugt werden |
| 152Gd  | ganz oder teilweise im s-Prozess erzeugt?                                                             |
| 156Dy  | |
| 158Dy  | |
| 162Er  | |
| 164Er  | ganz oder teilweise im s-Prozess erzeugt?                                                             |
| 168Yb  | |
| 174Hf  | |
| 180Ta  | teilweise im ν-Prozess erzeugt; auch Beitrag vom s-Prozess?                                           |
| 180W   | |
| 184Os  | |
| 190Pt  | |
| 196Hg  | |

## Ursprung der p-Kerne
Der Erzeugungsmechanismus der p-Kerne ist noch nicht vollständig geklärt. Der bisher favorisierte γ-Prozess in Kernkollaps-Supernovae kann in astrophysikalischen Modellrechnungen nicht alle p-Kerne in ausreichendem Maß erzeugen. Daher untersucht man auch weitere Möglichkeiten, wie unten ausgeführt. Es ist auch möglich, dass es nicht nur einen einzigen verantwortlichen Nukleosyntheseprozess gibt, sondern die verschiedenen p-Kerne durch unterschiedliche Prozesse in diversen astrophysikalischen Umgebungen erzeugt werden.

### Prinzipielle Mechanismen
Protonenreiche Nuklide kann man prinzipiell auf zwei Arten erzeugen: durch Sequenzen von Protoneneinfängen (das sind (p,γ)-Reaktionen) auf Atomkernen mit niedrigerer Protonenzahl oder durch Sequenzen von Photodesintegrationen neutronenreicherer Atomkerne, die mittels (γ,n)-Kernreaktionen ebenfalls Atomkerne mit höherem Anteil an Protonen erzeugen.
p-Kerne sind durch Protoneneinfänge nur schwer zu erhalten, weil mit zunehmender Protonenzahl im Atomkern der Coulombwall höher wird, den jedes neu hinzuzufügende Proton überwinden muss. Je höher der Coulombwall ist, desto mehr Energie braucht ein Proton, damit es in den Atomkern eindringen und dort eingefangen werden kann. Die mittlere Energie der Protonen ist durch die Temperatur des stellaren Plasmas bestimmt. Wird die Temperatur jedoch höher, werden auch die Photodesintegrationen schneller und Protonen schneller über (γ,p)-Kernreaktionen aus den Atomkernen geschlagen, als sie über (p,γ) angelagert werden können. Als Ausweg böte sich das Vorhandensein einer großen Zahl von Protonen an, sodass die effektive Zahl der Einfänge pro Sekunde groß ist, selbst wenn die Temperatur nicht stark erhöht wird. Dies führt im Extremfall zur Bildung sehr kurzlebiger Radionuklide, die erst nach Abschluss des Prozesses zu stabilen Nukliden zerfallen.
Auf der Suche nach Produktionsmöglichkeiten für p-Kerne muss man daher geeignete Kombinationen aus Temperatur und Protonendichte des stellaren Plasmas untersuchen. Weitere Parameter sind die Zeitspanne, in der die Kernreaktionen ablaufen können, sowie die Anzahl und Art der Nuklide, von denen man ausgeht (Saatkerne).

### Mögliche Prozesse

#### Der p-Prozess
Im p-Prozess versucht man p-Kerne durch einige wenige Protoneneinfänge an den entsprechenden Nukliden aus dem s- und r-Prozess, die sich bereits von vornherein im stellaren Plasmas befinden müssen, zu produzieren. Wie oben erklärt, eignet sich dieser Prozess nicht für die Erzeugung von p-Kernen, obwohl er ursprünglich dafür vorgeschlagen wurde. Manchmal wird der Begriff p-Prozess ganz allgemein für jeden Prozess gebraucht, der p-Kerne erzeugt.

#### Der γ-Prozess
p-Kerne können auch durch Photodesintegration von Nukliden aus dem s- und r-Prozess erhalten werden. Bei Temperaturen von 2 bis 3 Gigakelvin und kurzer Zeitspanne (was einen explosiven Prozess erfordert) erfolgt die Photodesintegration nur sehr unvollständig, gerade genug, um die benötigten geringen Mengen an p-Kernen zu erzeugen. Da die Photodesintegration über von hochenergetischen Photonen (Gammastrahlung) ausgelöste Kernreaktionen der Typen (γ,n), (γ,α) und (γ,p) abläuft, wird dies γ-Prozess genannt.

#### Der ν-Prozess
Neutrino-induzierte Kernreaktionen können direkt gewisse Nuklide produzieren, zum Beispiel in Kernkollaps-Supernovae 7Li, 11B, 19F, 138La. Dies wird Neutrino- oder ν-Prozess genannt und setzt die Existenz einer Neutrinoquelle von ausreichender Intensität voraus.

#### Schnelle Protoneneinfänge
Im p-Prozess werden Protonen an stabile oder schwach radioaktive Atomkerne angelagert. Steht jedoch eine hohe Protonendichte zur Verfügung, werden auch sehr kurzlebige Atomkerne noch ein oder mehrere Protonen einfangen, bevor sie zerfallen. Dadurch bewegt sich der Nukleosyntheseprozess rasch weg von den stabilen Kernen auf die protonenreiche Seite der Nuklidkarte. Dies nennt man schnellen Protoneneinfang.
Eine Sequenz von (p,γ)-Kernreaktionen setzt sich fort, bis entweder der β-Zerfall eines Nuklids schneller ist als ein Protoneneinfang daran oder es energetisch nicht mehr günstig ist, ein weiteres Proton anzufügen (siehe die durch die Bindungsenergien definierten Grenzen der Nuklidkarte). In beiden Fällen kommt es nun zu einem oder mehreren β-Zerfällen, bis ein Kern erzeugt wird, der unter den gegebenen Bedingungen wieder schneller Protonen einfängt als er zerfällt. Dann setzt sich der Reaktionspfad fort.
Da unter ausreichend protonenreichen Bedingungen sowohl die Protoneneinfänge als auch die Zerfälle schnell sind, kann man innerhalb einer Sekunde von den leichtesten Kernen bis zu 56Ni kommen. Ab dort gibt es eine Reihe von Wartepunkten im Reaktionspfad, d. h. Nuklide, die sowohl eine lange Halbwertszeit haben als auch nur langsam ein zusätzliches Proton anlagern (d. h., ihr Wirkungsquerschnitt für (p,γ)-Reaktionen ist ebenfalls klein). Beispiele solcher Wartepunkte sind: 56Ni, 60Zn, 64Ge, 68Se. Je nach Lage des Reaktionspfads können auch noch andere Wartepunkte eine Rolle spielen. Typisch für Wartepunkte ist, dass sie Halbwertszeiten von Minuten bis Tagen haben und somit die Zeitdauer zur Fortsetzung der Reaktionssequenzen drastisch erhöhen. Sind die für den schnellen Protoneinfang benötigten Bedingungen nur kurze Zeit vorhanden (in explosiven Szenarien ist die Zeitdauer typischerweise im Bereich von wenigen Sekunden), so limitieren oder bremsen die Wartepunkte die Fortsetzung der Reaktionen zu schwereren Kernen (die aber mit einer gewissen Wahrscheinlichkeit immer noch gebildet werden können, wenn dann auch in geringem Ausmaß).
Um p-Kerne zu erzeugen, muss der Prozesspfad soweit fortgesetzt werden, dass Nuklide mit den Massenzahlen der entsprechenden p-Kerne (aber mehr Protonen enthaltend) gebildet werden. Über Sequenzen von β-Zerfällen nach dem Abklingen der schnellen Protoneinfänge wandeln sich diese schließlich in die p-Kerne um.
Zur Kategorie der schnellen Protoneneinfänge gehören der rp-, pn- und νp-Prozess, die nachfolgend besprochen werden.

##### Der rp-Prozess
Der sogenannte rp-Prozess (rp für rapid proton capture, dt. „schneller Protoneneinfang“) ist ein reiner, schneller Protoneinfangprozess, wie oben beschrieben. Bei Protonendichten von mehr als 1028 Protonen/cm³ und Temperaturen um die 2 Gigakelvin bewegt sich der Reaktionspfad nahe der protonenreichen Grenze der Nuklidkarte. Die Wartepunkte können bei entsprechend langer Zeitdauer von 10 bis 600 s überwunden werden. Die Wartepunktnuklide werden dabei in größerer Häufigkeit erzeugt, während die Bildung von Kernen hinter jedem Wartepunkt immer mehr unterdrückt ist.
Ein definitiver Endpunkt ist im Bereich um 107Te erreicht, da dort der Reaktionspfad in eine Region von Nukliden läuft, die sich bevorzugt durch α-Zerfall umwandeln und dadurch den Reaktionspfad in einer Schleife immer wieder auf sich selbst zurückwerfen. Somit könnte ein rp-Prozess nur p-Kerne mit Massenzahlen A ≤ 107 erzeugen.

##### Der pn-Prozess
Die Wartepunkte im schnellen Protoneneinfang können durch (n,p)-Kernreaktionen überbrückt werden, die auf Wartepunktkernen schneller als Protoneneinfänge und Zerfälle ablaufen. Dadurch wird die Zeit zum Aufbau schwerer Elemente erheblich verkürzt und eine effiziente Produktion in wenigen Sekunden ermöglicht. Die benötigten Neutronen werden dabei in anderen Kernreaktionen freigesetzt.

##### Derνp-Prozess
Eine andere Möglichkeit, die für (n,p)-Reaktionen benötigten Neutronen zu erhalten, besteht in protonenreichen Umgebungen in der Reaktion {\displaystyle \mathrm {{\bar {\nu }}_{e}+p\rightarrow e^{+}+n} }, die ein Positron und ein Neutron aus einem Antineutrino und einem Proton erzeugt. Da (Anti-)Neutrinos nur sehr schwach mit Protonen wechselwirken, braucht man eine hohe Protonendichte, auf die ein entsprechend hoher Fluss von Antineutrinos wirkt.

### Mögliche Syntheseorte

#### Kernkollaps-Supernovae
Massereiche Sterne beenden ihr Leben als Kernkollaps-Supernovae. Dabei läuft eine Explosions-Schockwelle vom Zentrum des explodierenden Sterns durch die äußeren Schichten und sprengt diese ab. Erreicht diese Schockwelle die O/Ne-Schale des Sterns, werden dort für 1–2 Sekunden die Bedingungen für einen γ-Prozess erfüllt.
Obwohl die Mehrzahl der p-Kerne auf diese Weise erzeugt werden können, bereiten einige Massenzahlbereiche Schwierigkeiten in Modellrechnungen solcher Supernovae. Seit längerer Zeit ist bekannt, dass die p-Kerne mit Massenzahlen A < 100 nicht im γ-Prozess entstehen. Moderne Modellrechnungen zeigen auch Probleme im Massenzahlbereich 150 ≤ A ≤ 165.
Der p-Kern 138La entsteht nicht im γ-Prozess, kann aber im ν-Prozess gebildet werden. In einer solchen Supernova wird im Inneren ein heißer Neutronenstern gebildet, der mit hoher Intensität Neutrinos abstrahlt. Die Neutrinos wechselwirken mit den äußeren Schichten des explodierenden Sterns und verursachen Kernreaktionen, die u. a. 138La erzeugen. Auch die natürlichen 180Ta-Vorkommen können zum Teil aus diesem ν-Prozess stammen.
Es wurde vorgeschlagen, den in den äußeren Schichten ablaufenden γ-Prozess durch einen weiteren Prozess zu ergänzen, der in den tiefsten, dem Neutronenstern nächsten Schichten, abläuft, die gerade noch ausgestoßen werden. Durch den zunächst starken Neutrinofluss nahe dem Neutronenstern werden diese Schichten extrem protonreich (durch die Reaktion νe + n → e− + p). Obwohl der Antineutrinofluss schwächer ist, können wegen der hohen Protonendichte dennoch immer wieder Neutronen entstehen und somit den νp-Prozess ermöglichen. Wegen der sehr begrenzten Zeitspanne der Explosion und des hohen Coulombwalls der schwereren Kerne könnte der νp-Prozess maximal die leichtesten p-Kerne erzeugen. Wie viel davon er erzeugt, hängt jedoch sehr empfindlich von vielen Details der Simulationen ab sowie vom noch nicht vollständig verstandenen Explosionsmechanismus der Kernkollaps-Supernovae.

#### Thermonukleare Supernovae
Thermonukleare Supernovae sind die Explosionen Weißer Zwerge, ausgelöst durch die Akkretion von Materie aus der äußeren Hülle eines Begleitsterns auf der Oberfläche des Weißen Zwergs. Das akkretierte Material ist reich an Wasserstoff (also Protonen) und Helium (α-Teilchen) und wird so heiß, dass Kernreaktionen einsetzen.
Es wird davon ausgegangen, dass es (mindestens) die beiden im Folgenden beschriebenen Arten solcher Explosionen gibt. In keiner davon werden Neutrinos freigesetzt, weswegen weder der ν- noch der νp-Prozess ablaufen kann. Ebenso wenig werden die Voraussetzungen für den rp-Prozess erreicht.
Die Details der möglichen Erzeugung von p-Kernen in solchen Supernovae hängen empfindlich von der Zusammensetzung des vom Begleitstern abgelagerten Materials ab. Da diese von Stern zu Stern erheblich schwanken kann, sind alle Aussagen und Modelle zur p-Kern-Entstehung in thermonuklearen Supernovae mit den entsprechenden Unsicherheiten behaftet.

##### Typ-Ia-Supernovae
Im Standardmodell der thermonuklearen Supernovae explodiert der Weiße Zwerg, nachdem er durch Akkretion die Chandrasekhar-Masse überschreitet, weil dadurch explosives Kohlenstoffbrennen unter entarteten Bedingungen gezündet wird. Eine nukleare Brennfront durchläuft den Weißen Zwerg von innen nach außen und zerreißt ihn. In den äußersten Schichten knapp unterhalb der Oberfläche des Weißen Zwergs (die noch 0,05 Sonnenmassen Material enthalten) ergeben sich dann die richtigen Bedingungen für einen γ-Prozess.
Die p-Kerne entstehen dabei auf die gleiche Weise wie im γ-Prozess, der in Kernkollaps-Supernovae stattfindet, und es ergeben sich auch die gleichen Probleme. Darüber hinaus werden auch 138La und 180Ta nicht erzeugt. Eine Variation der Saatkernhäufigkeit mittels angenommenen erhöhten Häufigkeiten der im s-Prozess entstandenen Nuklide skaliert die resultierenden Häufigkeiten der p-Kerne nur, kann aber die Probleme der relativen Unterproduktion in den oben angegebenen Bereichen nicht lösen.

##### Sub-Chandrasekhar-Supernovae
Bei einer Unterklasse der Typ-Ia-Supernovae, sogenannten Sub-Chandrasekhar-Supernovae, explodiert der Weiße Zwerg möglicherweise, bevor er die Chandrasekhar-Grenze erreicht, weil während der Akkretion ablaufende Kernreaktionen den Weißen Zwerg aufheizen und die Zündung des explosiven Kohlenstoffbrennens vorzeitig auslösen. Dies wird begünstigt, wenn das akkretierte Material sehr heliumreich ist. Am Boden der Heliumschicht zündet Heliumbrennen wegen der Entartung explosiv und löst zwei Schockfronten aus. Die nach innen laufende erreicht das Zentrum des Weißen Zwergs und löst dort die Kohlenstoffexplosion aus. Die nach außen laufende heizt die äußeren Schichten des Weißen Zwergs auf und stößt sie ab. In diesen äußeren Schichten läuft bei Temperaturen von 2 bis 3 Gigakelvin wieder ein γ-Prozess ab. Durch das Vorhandensein von α-Teilchen werden zusätzlich Kernreaktionen, die eine große Menge Neutronen freisetzen, möglich. Dies sind zum Beispiel die Reaktionen 18O(α,n)21Ne, 22Ne(α,n)25Mg und 26Mg(α,n)29Si. Dadurch kann in dem Teil der äußeren Schicht, dessen Temperatur 3 Gigakelvin überschreitet, auch noch ein pn-Prozess stattfinden.
Die im γ-Prozess unterproduzierten leichten p-Kerne können im pn-Prozess so effizient erzeugt werden, dass sie sogar viel größere Häufigkeiten erreichen als die restlichen p-Kerne. Um die relativen Häufigkeiten zu korrigieren, muss eine erhöhte s-Prozess-Saatkern-Häufigkeit im akkretierten Material angenommen werden, die dann die Ausbeute des γ-Prozesses erhöht.

#### Neutronensterne in Binärsystemen
Auch ein Neutronenstern kann Material von einem Begleitstern auf seiner Oberfläche anlagern. Erreicht die akkretierte Schicht eine Dichte von 105–106 g/cm³ und eine Temperatur von mehr als 0,2 Gigakelvin, so zündet kombiniertes Wasserstoff- und Heliumbrennen unter entarteten Bedingungen. Dies führt ähnlich wie bei einer Sub-Chandrasekhar-Supernova zu einer thermonuklearen Explosion, die dem Neutronenstern jedoch nichts anhaben kann. Die Kernreaktionen können somit in der akkretierten Schicht länger ablaufen als bei einer Explosion, und es ergibt sich ein rp-Prozess. Dieser läuft solange ab, bis entweder keine Protonen mehr vorhanden sind, oder bis infolge Temperaturerhöhung die Dichte der Schicht für die Kernreaktionen zu gering geworden ist.
In der Milchstraße beobachtete Röntgenblitze können durch einen rp-Prozess an der Oberfläche von Neutronensternen erklärt werden. Es bleibt jedoch unklar, ob und wie viel Materie dabei aus dem Gravitationsfeld des Neutronensterns entkommen kann. Nur dann kämen diese Objekte als Quelle von p-Kernen in Frage. Selbst wenn dies der Fall ist, können wegen des Endpunkts des rp-Prozesses nur die leichten p-Kerne (die in Kernkollaps-Supernovae unterproduziert werden) entstehen.